# Trimi Makolli
Ljeutrim "Trimi" Makolli, född 2 januari 1992 i Stockholm, är en svensk fotbollsspelare (anfallare) som spelar för Nacka FC.
Han har även spelat 11 landskamper och gjort 2 mål för Sveriges U17-landslag. Makolli har också spelat för Hammarby Futsal i Svenska Futsalligan.

## Karriär
Makolli flyttades upp till Djurgårdens A-lag inför säsongen 2009. Han deltog i många försäsongsmatcher och även träningslägret i Portugal inför allsvenskan 2009. Debuten (som inhoppare) i Allsvenskan skedde den 24 april 2009 i hemmamötet med Brommapojkarna på Stadion i allsvenskans femte omgång. Inhoppet mot BP blev hans enda framträdande i Allsvenskan 2009. Under säsongen 2010 blev det inget framträdande alls i Allsvenskan. I mitten av februari 2011 kom Makolli överens med Djurgården om en förlängning av kontraktet med tre år. I augusti 2011 gjorde Trimi sin andra allsvenska match någonsin, även denna gången som inhoppare och fick därmed fortfarande kämpa vidare för en eventuell debut i startelvan. Efter säsongerna 2009, 2010 och 2011 hade Makolli spelat sammanlagt 2 allsvenska matcher, varav bägge som inhoppare.
2014 gick Makolli till Valsta Syrianska. Året därefter gick han till IFK Österåker. Makolli missade hela säsongen 2015 på grund av en stressfraktur i smalbenet. Säsongen 2016 gjorde han 27 mål på 22 matcher och hjälpte klubben att bli uppflyttade till Division 3.
Inför säsongen 2017 gick Makolli till IFK Stocksund. Han gjorde 45 mål på 57 matcher under tre säsonger i klubben. Inför säsongen 2020 återvände Makolli till IFK Österåker. Den 30 december 2020 blev han klar för spel i FC Stockholm.
I augusti 2023 gick Makolli till division 2-klubben Nacka FC.

## Seriematcher / mål
- 2012: –
- 2011: 1 / 0
- 2010: 0 / 0
- 2009: 1 / 0

## Landskamper / mål
- 2009: 4 / 1 (U17/92) [6]
- 2008: 7 / 1 (P16/92) [7]